# Giacomo Simoneta
Giacomo Simoneta (né à Milan en Lombardie en  1475 et mort à Rome le 1er novembre 1539) est un cardinal italien du XVIe siècle. Il est l'oncle du cardinal Ludovico Simoneta (1561).

## Repères biographiques
Giacomo Simoneta est auditeur et doyen à la Rote romaine.
Il est nommé évêque de Pesaro de 1528 et transféré au diocèse de Pérouse en 1535. Simoneta assiste au Ve concile du Latran entre 1512 et 1517.
Le pape Paul III le crée cardinal lors du consistoire du 21 mai 1535. Le cardinal Simoneta est préfet du tribunal suprême de la Signature apostolique. Il est évêque de Lodi en 1536-1537 et nommé évêque de Sutri e Nepi en 1538.
Simoneta fait partie d'une commission de cardinaux pour préparer un concile général et d'une commission pour des réformes de la Curie romaine. Il est légat apostolique au concile de Vicence en 1539.